# Mikkajekna
Mikkajekna (även kallad Mikkaglaciären) är en glaciär i Sareks Nationalpark. Mikkajekna är en av Sareks cirka 100 glaciärer och är tillsammans med Suottasjekna den tredje största glaciären i Sarek efter Pårtejekna (11 km2) och platåglaciären Jåkkåtjkaskajekna (10 km2).
Mikkajekna har under hundra år haft en stor avsmältning och förlorat en betydande del av sin massa. Huvuddelen av avsmältningen skedde under 1900-talets första hälft.
| Vid 1900-talets början sträckte sig Mikkajekna till ändmoränens kant (1976) |  | Mikkaglaciärens avsmältning mellan år 1900 och 1940 |
| Vid 1900-talets början sträckte sig Mikkajekna till ändmoränens kant (1976) |  | Mikkaglaciärens avsmältning mellan år 1900 och 1940 |